# یرکس (کنتاکی)
یرکس (به انگلیسی: Yerkes) یک منطقهٔ مسکونی در ایالات متحده آمریکا است که در شهرستان پری، کنتاکی واقع شده‌است. یرکس ۲۶۷٫۰۱ متر بالاتر از سطح دریا واقع شده‌است.